# Huis Gielen

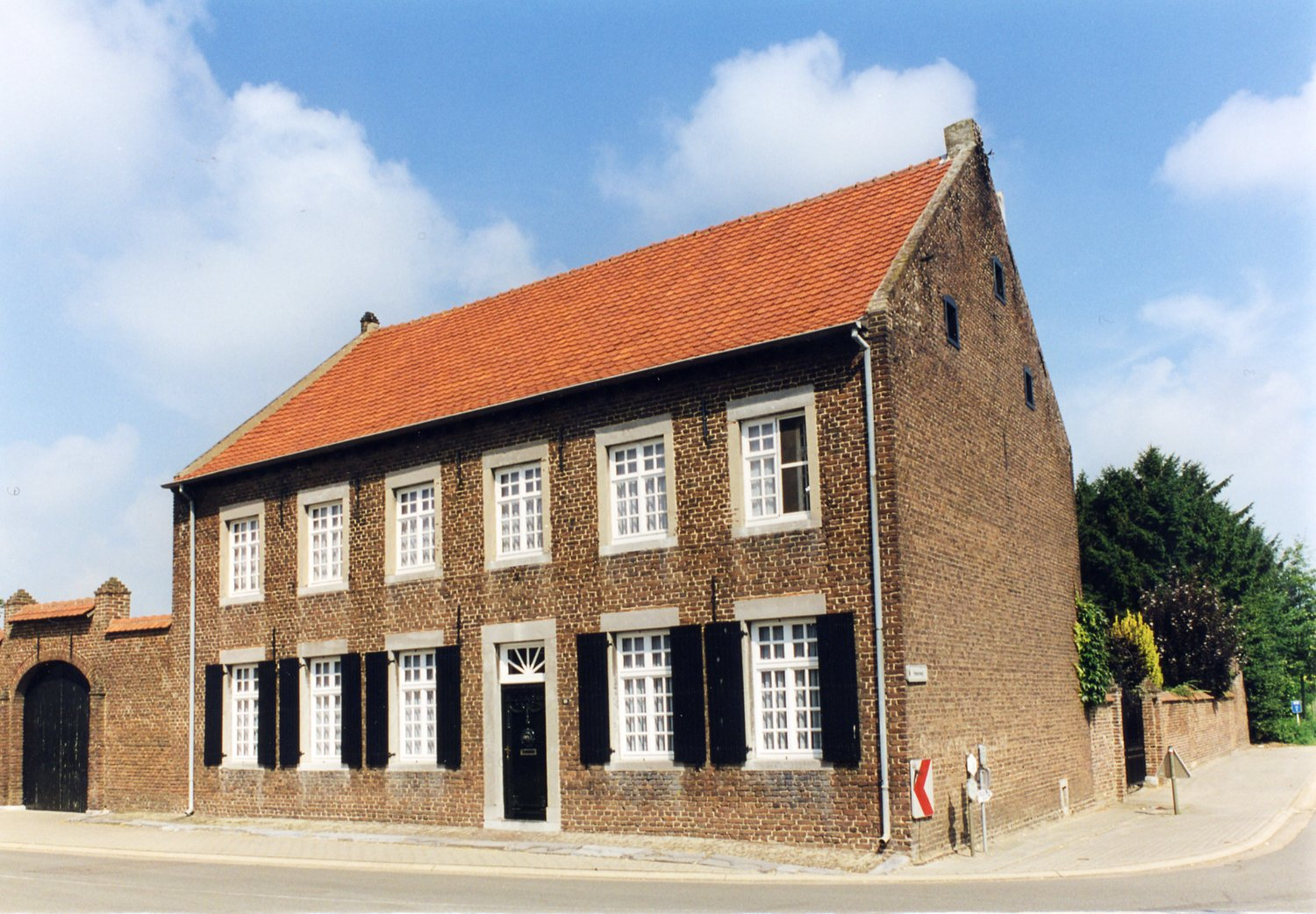

Het Huis Gielen is een classicistisch woonhuis uit 1821, gelegen aan Maasstraat 55 te Ophoven.
Op deze plaats stond vanouds een hoeve, welke in 1821 werd vervangen door een nieuwe hoeve, welke gebouwd werd door Lambert Rutten-Gielen. Deze was molenaar, en van 1831-1841 ook burgemeester van Ophoven. De initialen L.R. zijn nog in de latei van de hardstenen omlijsting van de deur terug te vinden. Het hoevecomplex groeide geleidelijk uit tot een gesloten hoeve, maar deze verdween, waarbij het woonhuis behouden bleef.
Dit is een laatclassicistisch bouwwerk. Merkwaardig is het oorspronkelijke houtwerk van de deur, en de bel, in Lodewijk XVI-stijl.
De 19e-eeuwse bakstenen stoep is vervaardigd uit kalkstenen brokken, waarop laatgotische motieven te herkennen zijn. De stenen zijn afkomstig van de Filomenakapel welke hier gestaan heeft en waarin brokstukken zijn verwerkt van het in 1818 gesloopte Prinsenhof van Maaseik, het jachtslot van de Prinsbisschoppen van Luik.
In dit huis heeft ook Jozef Gielen gewoond, die burgemeester was van 1946-1958. In 2005 werd het huis geklasseerd als monument.